# Demond Wilson
Demond Wilson, né le 13 octobre 1946 à Valdosta, Géorgie (États-Unis), est un acteur américain.

## Biographie
Grady Demond Wilson est le fils de Laura et Grady Wilson.

## Filmographie
- 1971 : L'Organisation (The Organization) : Charlie Blossom
- 1972 : Dealing: Or the Berkeley-to-Boston Forty-Brick Lost-Bag Blues : Rupert
- 1978 : Baby, I'm Back (série TV) : Raymond Ellis
- 1981 : Full Moon High de Larry Cohen : Cabbie-Busdriver
- 1982 : The New Odd Couple (série TV) : Oscar Madison
- 1993 : Kid et le Truand (Me and the Kid) : Agent Schamper
- 2000 : Hammerlock : Prisoner